# Đại Trung sinh
Đại Trung sinh (Mesozoic /ˌmɛsəˈzoʊɪk/) là một trong ba đại địa chất thuộc thời Phanerozoic (thời Hiển sinh). Sự phân chia thời gian ra thành các đại bắt đầu từ thời kỳ của Giovanni Arduino trong thế kỷ 18, mặc dù tên gọi ban đầu của ông cho đại (mà hiện nay gọi là đại Trung sinh) là "Secondario" (đệ Nhị) (điều này làm cho đại gần đây nhất là đại đệ Tam). Nằm giữa đại Cổ sinh (Paleozoic) và đại Tân sinh (Cenozoic), đại Mesozoic có nghĩa là "các động vật giai đoạn giữa" trong tiếng Hy Lạp: μεσο meso là giữa và  ζῷον zoion là động vật, dịch qua tiếng Hoa 中 zhōng = trung và 生 shēng = sinh. Nó thường cũng được gọi là "thời đại của sự sống Trung cổ" hay "Thời đại của Khủng long", theo tên gọi chung của các loài động vật phổ biến nhất trong đại này.
Đại Trung sinh là thời kỳ của các hoạt động kiến tạo, khí hậu và tiến hóa. Các lục địa dần dần chuyển từ trạng thái liên hệ, gắn kết với nhau thành các trạng thái như ngày nay; sự chuyển dịch này tạo ra tiền đề cho sự hình thành loài và các phát triển tiến hóa quan trọng khác. Khí hậu khi đó là rất nóng trong toàn bộ khoảng thời gian của đại này và nó cũng đóng vai trò quan trọng trong sự tiến hóa và đa dạng hóa của các loài động vật mới. Vào thời gian cuối của đại này, các nền tảng của sự sống hiện đại đã chiếm vị trí.

## Niên biểu địa chất
Tiếp theo sau đại Cổ sinh, đại Trung sinh kéo dài khoảng 186 triệu năm (Ma): từ khoảng 251 triệu năm trước tới khi đại Tân sinh bắt đầu cách đây 65 triệu năm. Khoảng thời gian này được chia tách ra thành ba kỷ địa chất. Theo trật tự từ cổ nhất tới trẻ nhất là:
- kỷ Trias (kỷ Tam Điệp): 248,2 Ma tới 205,7 Ma.
- kỷ Jura (kỷ Chu La): 205,7 Ma tới 144,2 Ma.
- kỷ Creta (kỷ Phấn Trắng): 144,2 Ma tới 65,5 Ma.

Ranh giới dưới (kỷ Trias) được tính theo sự kiện tuyệt chủng kỷ Permi-kỷ Trias, trong thời gian đó khoảng 90% các loài động vật biển và khoảng 70% các loài động vật có xương sống trên đất liền bị tuyệt chủng. Nó còn được biết đến như là thời đại của "Sự chết chóc lớn" do nó được coi là sự tuyệt chủng hàng loạt lớn nhất trong lịch sử Trái Đất. Ranh giới trên (kỷ Creta) được tính theo sự kiện tuyệt chủng kỷ Creta-phân đại đệ Tam, nó có thể là do thiên thạch đã tạo ra hố lõm Chicxulub trên bán đảo Yucatán, México. Khoảng 50% các chi đã tuyệt chủng, bao gồm tất cả các loài khủng long không biết bay.

### Kỉ Tam Điệp
Kỉ Tam Điệp dao động từ 252 triệu đến 201 triệu năm trước, trước thời kỳ kỷ Jura. Giai đoạn này kẹp giữa sự kiện tuyệt chủng kỷ Permi-kỷ Trias và sự kiện tuyệt chủng Kỷ Trias–Jura, hai trong số "năm đại tuyệt chủng", và nó được chia thành ba thế địa chất chính: Sớm, Trung, và Muộn.
Thế Tam Điệp Sớm, khoảng từ 252 đến 247 triệu năm trước, bị chi phối bởi sa mạc trong nội địa của siêu lục địa Pangea. Trái Đất vừa chứng kiến một biến cố sinh học lớn, trong đó 95% tất cả dạng sống bị tuyệt chủng, và cuộc sống của động vật có xương sống phổ biến nhất trên mặt đất là lystrosaurus, labyrinthodonts, và euparkeria cùng với nhiều sinh vật khác sống sót sau sự kiện tuyệt chủng kỉ Permian. Nhóm Temnospondyls phát triển trong thời gian này và là kẻ săn mồi thống trị trong phần lớn kỉ Tam Điệp.

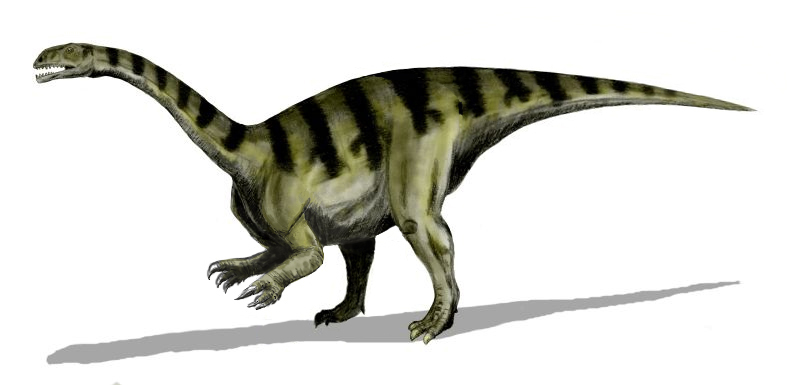
Plateosaurus (một prosauropod)

Thế Tam Điệp Trung, bắt đầu từ 247 đến 237 triệu năm trước, cho thấy sự khởi đầu của sự tan rã lục địa Pangea và sự mở rộng của Biển Tethys. Hệ sinh thái đã phục hồi sau sự tuyệt chủng kỉ Permian. Tảo, bọt biển, san hô và động vật giáp xác đều đã phục hồi, và loài bò sát thủy sinh mới phát triển, chẳng hạn như ichthyosaurs và nothosaurs. Trên đất liền, rừng thông phát triển mạnh, cũng như các nhóm côn trùng như muỗi và ruồi giấm. Loài bò sát trở nên ngày càng lớn hơn, và những con cá sấu đầu tiên tiến hóa, cạnh tranh trực tiếp với những loài lưỡng cư lớn trước đây để cai trị thế giới nước ngọt.
Tiếp nối sự nở rộ của Tam Điệp Trung, thế Tam Điệp Muộn, từ 237 đến 201 triệu năm trước, đặc trưng với các đợt sóng nhiệt thường xuyên và lượng mưa vừa phải (10-20 inch mỗi năm). Sự nóng lên bấy giờ đã dẫn đến sự tiến hóa bùng nổ của bò sát trên đất liền khai sinh những con khủng long thực sự đầu tiên phát triển, cũng như các loài thằn lằn bay. Trong thời kỳ này, một số cynodonts tiên tiến đã phát triển thành các Mammaliaformes đầu tiên. Tuy nhiên, sự thay đổi khí hậu đã dẫn đến một sự hủy diệt lớn được gọi là sự kiện tuyệt chủng kỉ Triassic-kỉ Jurassic, trong đó nhiều loài thằn lằn chúa (trừ loài thằn lằn bay, khủng long và cá sấu), hầu hết động vật Một cung bên, và hầu hết các động vật lưỡng cư lớn bị tuyệt chủng, cũng như 34% sinh vật biển, trong sự kiện tuyệt chủng hàng loạt của Trái Đất. Nguyên nhân vẫn gây tranh cãi, các vụ phun trào lũ ba-dan tại Vùng magma miền Trung Đại Tây Dương được trích dẫn là một nguyên nhân khả thi.

### Kỉ Jura
Kỉ Jura dao động từ 200 triệu năm đến 145 triệu năm trước và có 3 thế địa chất chính: Sớm, Trung và Muộn.
Thế Jura Sớm kéo dài từ 200 đến 175 triệu năm trước. Khí hậu nhiệt đới, ẩm ướt hơn nhiều so với Tam Điệp. Dưới đại dương, thằn lằn cổ rắn, ichthyosaurs và ammonit rất dồi dào. Trên đất liền, loài khủng long và các thằn lằn chúa khác thống trị hoàn toàn, với các khủng long chân thú như Dilophosaurus ở phía trên cùng của chuỗi thức ăn. Những con cá sấu thật sự đầu tiên tiến hóa, đẩy các loài lưỡng cư lớn đến bở vực tuyệt chủng. Nhìn chung, thằn làn chúa trỗi dậy để thống trị thế giới. Trong khi đó, loài động vật có vú đầu tiên thực sự phát triển, tuy vẫn còn tương đối nhỏ nhưng lan rộng; Ví dụ, Castorocauda đã thích ứng với việc bơi lội, đào hố và bắt cá. Fruitafossor, từ cuối kỷ Jura khoảng 150 triệu năm trước, có kích thước bằng một con Sóc chuột, và răng của nó, trước và sau cho thấy nó đào tổ của các loài côn trùng xã hội (có lẽ là mối, vì kiến chưa xuất hiện). Các multituberculates đầu tiên như Rugosodon phát triển, trong khi volaticotherians cất cánh lên bầu trời.
Thế Jura Trung kéo dài từ 175 đến 163 triệu năm trước. Trong thời đại này, loài khủng long phát triển to lớn như các đàn khủng long chân thằn lằn khổng lồ, Brachiosaurus và Diplodocus, lấp đầy những đồng cỏ dương xỉ, bị truy đuổi bởi nhiều kẻ săn mồi mới như Allosaurus. Rừng cây lá kim chiếm một phần lớn diện tích rừng. Trong đại dương, plesiosaurs khá phổ biến, và ichthyosaurs phát triển mạnh. Kỷ nguyên này là đỉnh cao của loài bò sát.

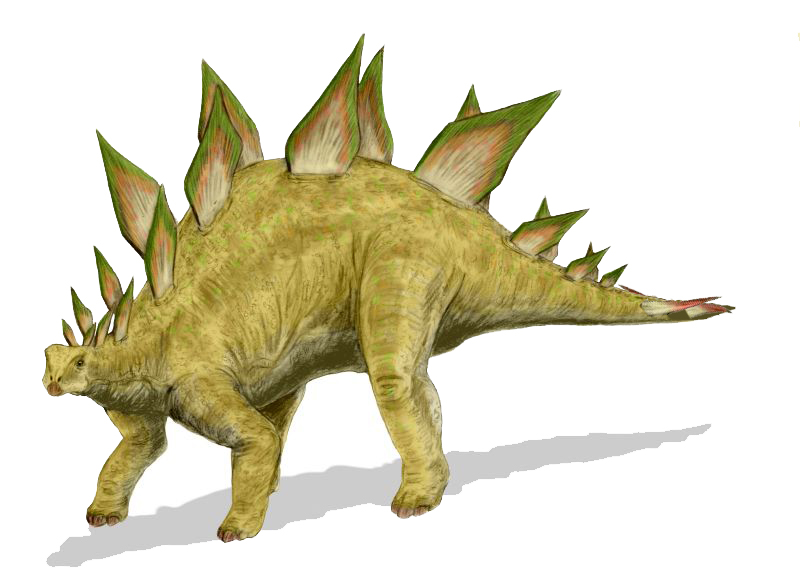
Stegosaurus

Thế Jura Muộn kéo dài từ 163 đến 145 triệu năm trước. Trong thời gian này, những avialans đầu tiên, giống như Archaeopteryx, phát triển từ những con khủng long đuôi rỗng nhỏ. Sự gia tăng mực nước biển đã mở ra biển Đại Tây Dương, phát triển liên tục lớn hơn cho đến tận ngày nay. Các vùng đất lục địa bị chia rẽ tạo cơ hội cho sự đa dạng hóa của các loài khủng long mới.

### Kỉ Phấn Trắng
Kỉ Phấn Trắng là khoảng thời gian dài nhất của Đại Trung Sinh, nhưng chỉ có hai thế địa chất: Sớm và Muộn.

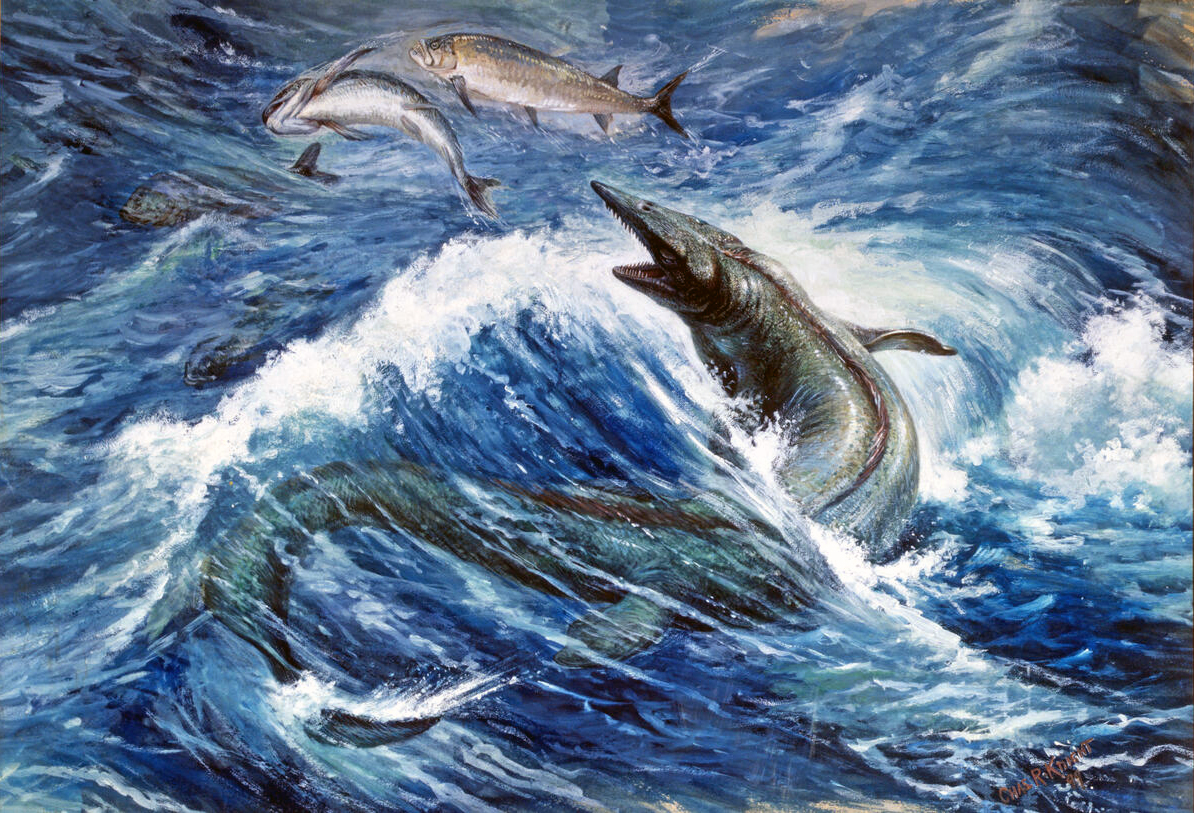
Tylosaurus (một loài mosasaur) đang săn Xiphactinus

Thế Phấn Trắng Sớm có niên đại từ 145 đến 100 triệu năm trước. Thời kì này chứng kiến sự mở rộng của các đường biển, và kết quả là, sự suy giảm và tuyệt chủng của hàng loạt loài khủng long chân thằn lằn (trừ ở Nam Mỹ). Một số loài khủng long trên đảo, như Eustreptospondylus, đã tiến hóa để đối phó với các vùng nước ven biển và các hòn đảo nhỏ của châu Âu cổ đại. Những con khủng long khác vươn lên để lấp đầy các khoảng trống mà sự tuyệt chủng kỷ Jura-Phấn Trắng bỏ lại phía sau, chẳng hạn như Carcharodontosaurus và Spinosaurus. Trong số các thành công này là loài Iguanodon, lan rộng đến mọi châu lục. Mùa lại có hiệu lực và hai địa cực trở nên lạnh hơn theo mùa, nhưng một số loài khủng long vẫn sinh sống trong các khu rừng ở vùng cực quanh năm, như Leaellynasaura và Muttaburrasaurus. Các địa cực trở nên quá lạnh đối với cá sấu, và trở thành những thành trì cuối cùng cho các động vật lưỡng cư lớn như loài Koolasuchus. Thằn lằn bay phát triển lớn hơn điển hình là Tapejara và Ornithocheirus. Các động vật có vú tiếp tục mở rộng phạm vi của chúng: các loài eutriconodonts tạo ra các động vật ăn thịt khá lớn, như các loài Repenomamus và Gobiconodon, nhánh Theria bắt đầu mở rộng thành metatherians và eutherians, và các loài multimuberculates cimolodont tiếp tục trở nên phổ biến trong hồ sơ hóa thạch.
Thế Phấn Trắng Muộn trải dài từ 100 đến 66 triệu năm trước. Khoảng thời gian đặc trưng với một xu hướng làm mát sẽ tiếp tục trong đại Tân Sinh. Cuối cùng, vùng nhiệt đới bị giới hạn ở đường xích đạo và các khu vực nằm ngoài xích đạo phải đối mặt với những thay đổi cực đoan của thời tiết theo mùa. Khủng long vẫn phát triển mạnh, các chi mới như Tyrannosaurus, Ankylosaurus, Triceratops và khủng long mỏ vịt thống trị mạng lưới thức ăn. Dưới các đại dương, thương long ngự trị, lấp đầy vai trò của ichthyosaurs, mà sau khi giảm sô lượng, đã biến mất hoàn toàn trong sự kiện biên giới Cenomanian-Turonian. Mặc dù pliosaurs tuyệt chủng trong cùng một sự kiện, plesiosaurs cổ dài như Elasmosaurus tiếp tục phát triển mạnh. Thực vật có hoa, có thể đã xuất hiện lần đầu tiên vào kỉ Tam Điệp, đã thực sự chiếm lĩnh thảm thực vật. Thằn lằn bay trong kỉ Phấn Trắng muộn giảm thiểu vì lý do chưa rõ ràng, mặc dù điều này có thể là do xu hướng của hồ sơ hóa thạch, vì sự đa dạng của chúng dường như cao hơn nhiều so với suy nghĩ trước đây. Chim trở nên ngày càng phổ biến và đa dạng hóa thành nhiều dạng enantiornithe và ornithurine khác nhau. Mặc dù kích thước hầu hết khá nhỏ, hesperornithes thủy sinh trở nên lớn hơn và mất khả năng bay, thích nghi với cuộc sống ở các vùng biển rộng mở. Các metatherians và eutherian nguyên thủy cũng trở nên phổ biến và thậm chí còn rẽ nhánh thành các chi lớn như Didelphodon và Schowalteria. Các loài động vật có vú chiếm ưu thế vẫn là multituberculates, cimolodonts ở phía bắc và gondwanatheres ở phía nam. Vào cuối kỉ Phấn trắng, trap Deccan và các vụ phun trào núi lửa khác đã đầu độc khí quyển. Trong khi quá trình này tiếp diễn, người ta cho rằng một thiên thạch lớn đã lao vào Trái Đất 66 triệu năm trước, tạo ra hố thiên thạch Chicxulub trong một sự kiện được gọi là sự kiện tuyệt chủng K-Pg (trước đây là K-T), đợt tuyệt chủng hàng loạt thứ năm và gần đây nhất, trong đó 75% dạng sống đã tuyệt diệt, bao gồm tất cả các loài khủng long không phải là chim.. Mọi con vật nặng trên 10 kg tuyệt chủng hoàn toàn. Thời đại của khủng long khép lại.

## Kiến tạo
Nói chung, đại Trung sinh là một trong những thời kỳ tăng cường các hoạt động kiến tạo. Nó bắt đầu khi tất cả các lục địa trên thế giới tập hợp lại với nhau thành một siêu lục địa gọi là Pangea. Pangea dần dần tách ra thành lục địa phía bắc là Laurasia và lục địa phía nam là Gondwana. Vào cuối đại này, các lục địa này đã tách tiếp thành hình dạng gần giống như ngày nay. Laurasia trở thành Bắc Mỹ và đại lục Á-Âu, trong khi Gondwana tách ra thành Nam Mỹ, châu Phi, Australia, châu Nam Cực và tiểu lục địa Ấn Độ, tiểu lục địa này sau đó va chạm với châu Á để hình thành nên dãy núi Himalaya.

## Khí hậu
Kỷ Trias nói chung là khô, một xu hướng đã bắt đầu vào cuối kỷ Thạch Thán, và có tính chất theo mùa rất cao, đặc biệt là phần sâu bên trong của Pangea. Mực nước biển thấp cũng làm gia tăng thêm sự chênh lệch nhiệt độ. Nước có vai trò như chất ổn định nhiệt độ do nhiệt dung riêng lớn của nó, và các vùng đất gần các khu vực nhiều nước, đặc biệt là các đại dương, ít bị thay đổi nhiệt độ hơn. Do nhiều vùng đất của Pangea nằm khá xa đại dương nên nhiệt độ thay đổi rất nhiều và có lẽ phần bên trong của Pangea đã bao gồm nhiều khu vực sa mạc mở rộng. Các chứng cứ đa dạng về các tầng đá trầm tích màu đỏ và các mỏ muối đã ủng hộ cho giả thuyết này.
Mực nước biển bắt đầu tăng lên trong kỷ Jura, có lẽ là do sự nâng lên của đáy biển. Sự hình thành lớp vỏ mới gần bề mặt đã chiếm chỗ của nước đại dương và làm cho mực nước biển dâng lên, cao hơn khoảng 200 m so với ngày nay và làm ngập lụt các khu vực ven biển. Ngoài ra, Pangea bắt đầu nứt ra thành các lục địa nhỏ hơn, làm cho nhiều vùng đất tiếp xúc với đại dương nhờ sự hình thành của biển Tethys. Nhiệt độ vẫn tiếp tục tăng và bắt đầu ổn định. Độ ẩm cũng tăng với sự tiếp giáp gần hơn của nước và các sa mạc co dần lại.
Khí hậu trong kỷ Creta không được biết một cách rõ ràng và gây tranh cãi nhiều trong giới học giả ngày nay. Một phần là do nồng độ dioxide cacbon cao hơn trong khí quyển, nên sự khác nhiệt độ từ Bắc tới Nam trở nên gần như là phẳng: nhiệt độ đã gần như là bằng nhau trên cả hành tinh. Nhiệt độ trung bình cũng cao hơn ngày nay, vào khoảng 10 °C. Trên thực tế, vào giữa kỷ Creta, các vùng nước gần xích đạo có lẽ là quá nóng ấm, tới 20 °C tại các đại dương sâu thẳm, và như thế là quá nóng đối với sự sống trong đại dương, và các khu vực đất liền cận kề xích đạo có thể đã là các sa mạc, mặc dù chúng rất gần với nguồn nước biển. Sự luân chuyển oxy tới các đại dương sâu có thể đã bị phá vỡ. Vì lý do này, một lượng lớn các chất hữu cơ đã tích tụ lại do chúng không bị phân hủy và cuối cùng đã trở thành các trầm tích như đá phiến dầu.
Tuy nhiên, không phải mọi dữ liệu đều khẳng định các giả thuyết này. Mặc dù tổng thể là ấm áp, nhưng các dao động về nhiệt độ có lẽ là đủ lớn để có thể cho phép tồn tại các chỏm băng vùng cực và các sông băng, nhưng điều này cũng không có chứng cứ rõ nét. Các mô hình định lượng cũng không thể tái tạo lại sự bằng phẳng của gradient nhiệt độ trong kỷ Creta.

## Sự sống
Sự tuyệt chủng gần như toàn bộ các loài động vật vào cuối kỷ Permi đã cho phép nhiều dạng mới của sự sống ra đời và thích ứng được. Cụ thể, sự tuyệt chủng của các loài động vật lớn ăn cỏ và ăn thịt thuộc phân bộ Dinocephalia đã làm cho các hốc sinh thái này bị trống. Một số hốc đã được các động vật trong phân bộ Cynodontia và cận bộ Dicynodontia sống sót chiếm chỗ, nhóm cuối này sau đó cũng bị tuyệt chủng. Tuy nhiên, sự sống động vật trong đại Trung sinh chủ yếu là các loại bò sát lớn thuộc nhóm Archosauria đã xuất hiện vài triệu năm sau sự tuyệt chủng kỷ Permi như khủng long (siêu bộ Dinosauria), bò sát bay (bộ Pterosauria) và các loài bò sát sống dưới nước như thằn lằn cá (phân bộ Ichthyosauria), thằn lằn rùa cổ rắn (phân bộ Plesiosauroidea) và thằn lằn sông (họ Mosasauridae).
Các thay đổi khí hậu vào cuối kỷ Jura và Creta đã làm gia tăng thêm sự thích ứng của các loài mới. Kỷ Jura là đỉnh cao của sự đa dạng các loài trong nhóm Archosauria. Những con chim và động vật có nhau thai (cận lớp Eutheria) đầu tiên cũng đã xuất hiện. Thực vật hạt kín đã phát sinh vào đầu kỷ Creta, ban đầu ở vùng nhiệt đới, nhưng sự ổn định về nhiệt độ đã cho phép chúng loang rộng về hai cực trong cả kỷ này. Vào cuối kỷ Creta, thực vật hạt kín đã là ngành thực vật thống trị tại nhiều khu vực, mặc dù một số chứng cứ cho thấy sinh khối vẫn còn thống trị bởi tuế (ngành Cycadophyta) và dương xỉ cho đến tận sau khi diễn ra sự tuyệt chủng kỷ Creta-phân đại đệ Tam.
Một số người cho rằng côn trùng đã đa dạng hóa cùng với thực vật hạt kín do các kết quả giải phẫu học về côn trùng, đặc biệt là phần miệng của chúng, dường như cho thấy nó rất phù hợp với thực vật có hoa. Tuy nhiên, tất cả các phần chính của miệng côn trùng đã có trước khi thực vật hạt kín ra đời, và sự đa dạng của côn trùng thực tế là chậm lại khi thực vật hạt kín xuất hiện, vì thế kết cấu miệng của chúng ban đầu có lẽ là để thích nghi với các mục đích khác.
Khi nhiệt độ tại các đại dương tăng lên thì các loài động vật lớn đã phát triển mạnh thời kỳ đầu đại Trung sinh dần dần biến mất trong khi các loài động vật nhỏ hơn, bao gồm thằn lằn, rắn, và có lẽ cả tổ tiên của động vật có vú tới tận linh trưởng cũng đã bắt đầu tiến hóa. Sự kiện tuyệt chủng kỷ Creta-phân đại đệ Tam đã làm gia tăng xu hướng này. Các loài Archosauria lớn bị tuyệt chủng, trong khi chim và động vật có vú lại phát triển mạnh, giống như chúng đang có ngày nay.